# Mike Wissenbach
Mike Wissenbach (* 23. April 1962 in Berlin) ist ein ehemaliger deutscher Boxer. Er war als Berufsboxer deutscher Meister im Supermittelgewicht.

## Leben
Wissenbach stand im Mai 1981 zum ersten Mal als Berufsboxer im Ring, der Kampf gegen Walter Nickel endete unentschieden. Ende Januar 1987 kämpfte er in Bielefeld um den deutschen Meistertitel im Mittelgewicht, verlor jedoch gegen den Hamburger Andreas Prox nach Punkten. Mitte August 1987 kam es zum Rückkampf gegen Prox, das zweite Duell der beiden wurde in der Hamburger Sporthalle Wandsbek ausgetragen. Prox traf Wissenbach in der dritten Runde mit einem Tiefschlag, der daraufhin zu Boden ging. Der Bund Deutscher Berufsboxer entschied, den Kampf nicht zu werten, Prox blieb somit deutscher Meister. Ende Oktober 1987 standen sich Prox und Wissenbach in Hof zum dritten Mal gegenüber. Der Kampf endete unentschieden, Prox behielt dadurch den Titel.
Ende Juli 1988 kämpfte Wissenbach in Timmendorfer Strand gegen Josef Kossmann um den deutschen Meistertitel im Supermittelgewicht und siegte durch technischen K. o. Wissenbach verteidigte den Titel in der Folge dreimal erfolgreich. Mitte Februar 1990 trat er in Hamburg gegen Patrick Pipa an und verlor den Kampf um den vakanten deutschen Meistertitel im Mittelgewicht nach Punkten. Dies war zugleich Wissenbachs letzter Auftritt als Berufsboxer.
Als Trainer war Wissenbach im Jugend- und im Profibereich (bei der Pollex Box-Promotion) tätig. Wissenbach ist langjähriger Ring- und Kampfrichter.